# بخش کنسیا، شهرستان سنت لوئیس، مینه سوتا
بخش کنسیا (به انگلیسی: Canosia Township) یک منطقهٔ مسکونی در ایالات متحده آمریکا است که در شهرستان سنت لوئیس، مینه‌سوتا واقع شده‌است.
 بخش کنسیا ۹۲٫۵ کیلومتر مربع مساحت و ۲٬۱۵۸ نفر جمعیت دارد و ۴۳۶ متر بالاتر از سطح دریا واقع شده‌است.